# Miyazu
Miyazu (japanska: 宮津市 ?, Miyazu-shi) är en stad i Kyōto prefektur i Japan. Staden fick stadsrättigheter 1954.

## Sevärdheter
Tre km nordväst om Miyazu centrum ligger Amanohashidate, en 3,6 km lång sandbank som korsar Miyazuviken..Den räknas till en av Japans tre vackraste platser. Namnet betyder "himmelsbron" och syftar på att sandbanken ser ut som en väg mellan himmel och jord när man betraktar den från de omgivande bergen.

## Galleri

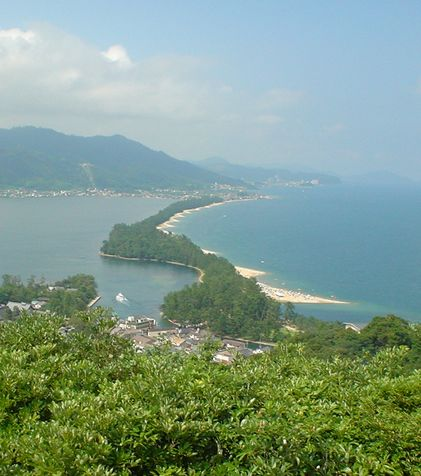
Amanohashidate från söder
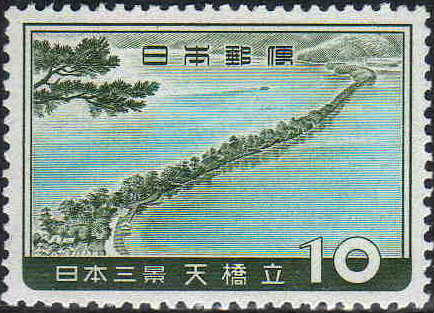
Frimärke från 1960 med Amanohashidate
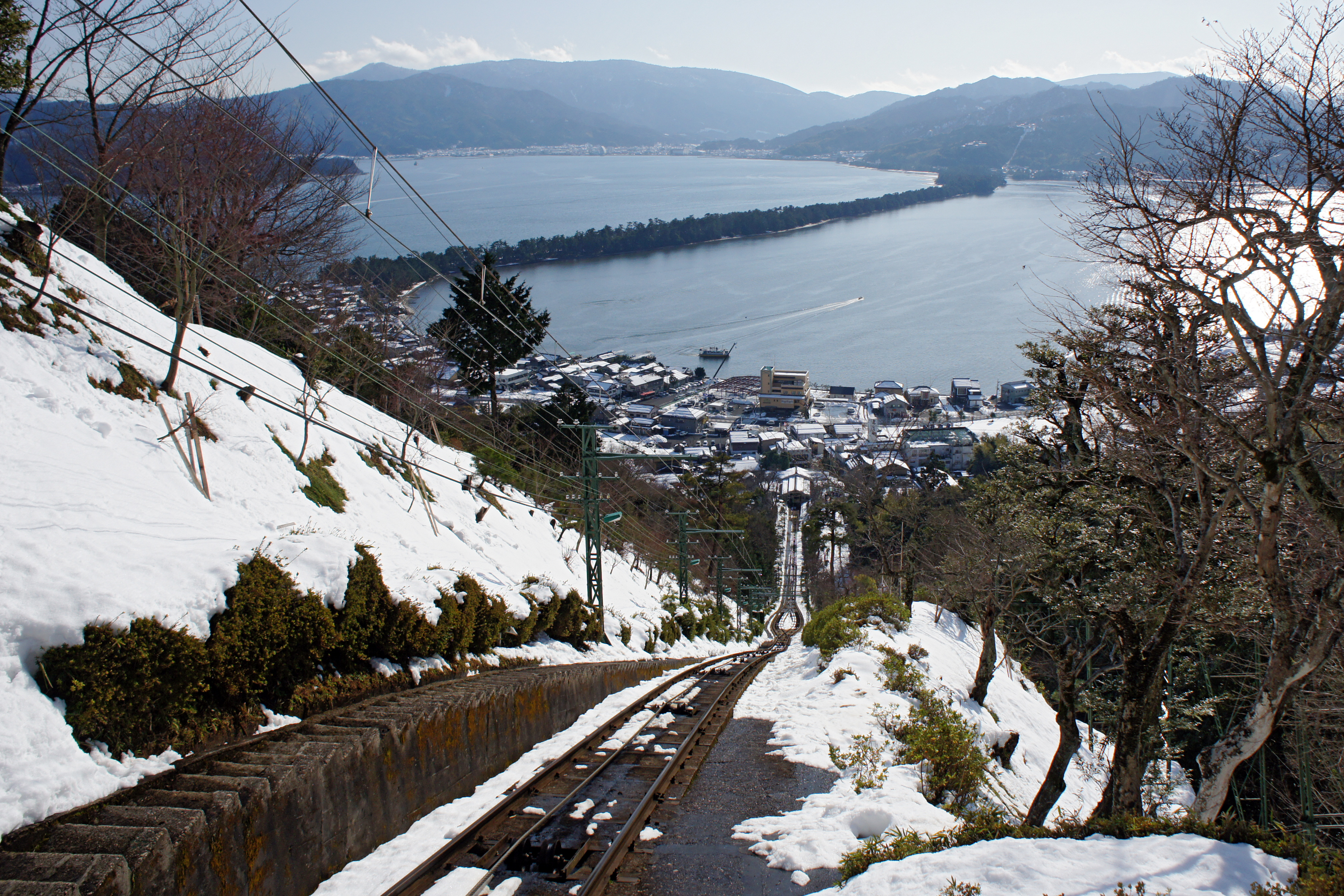
Utsikt från bergbanan